# Chutes Moreau
Les chutes Moreau sont une série de cascades constituée d'un grand saut principal de 100 mètres de hauteur et de deux sauts secondaires situés sur le cours de la rivière Moreau en Guadeloupe. Elles sont situées dans le parc national de la Guadeloupe sur le territoire de la commune de Goyave sur l'île de Basse-Terre.

## Description
Les chutes Moreau sont accessibles par la route direction Douville depuis Goyave sur 8 km, puis la route forestière des chutes Moreau, et enfin par une trace pédestre balisée mais difficile de 6 km, avec de nombreux gués à franchir (deux sur la rivière Moreau, trois sur la ravine Mangle) et 400 mètres de dénivelé (dont 263 mètres de positif) finissant par une légère escalade facilitée par des cordes,. Elles s'étagent entre 510 et 250 mètres d'altitude.
Situées par définition dans l'une des zones forestières les plus humides de l'île de la Guadeloupe, les chutes se trouvent dans un environnement de plantes hygrophiles.
- Vue des différents sauts des chutes

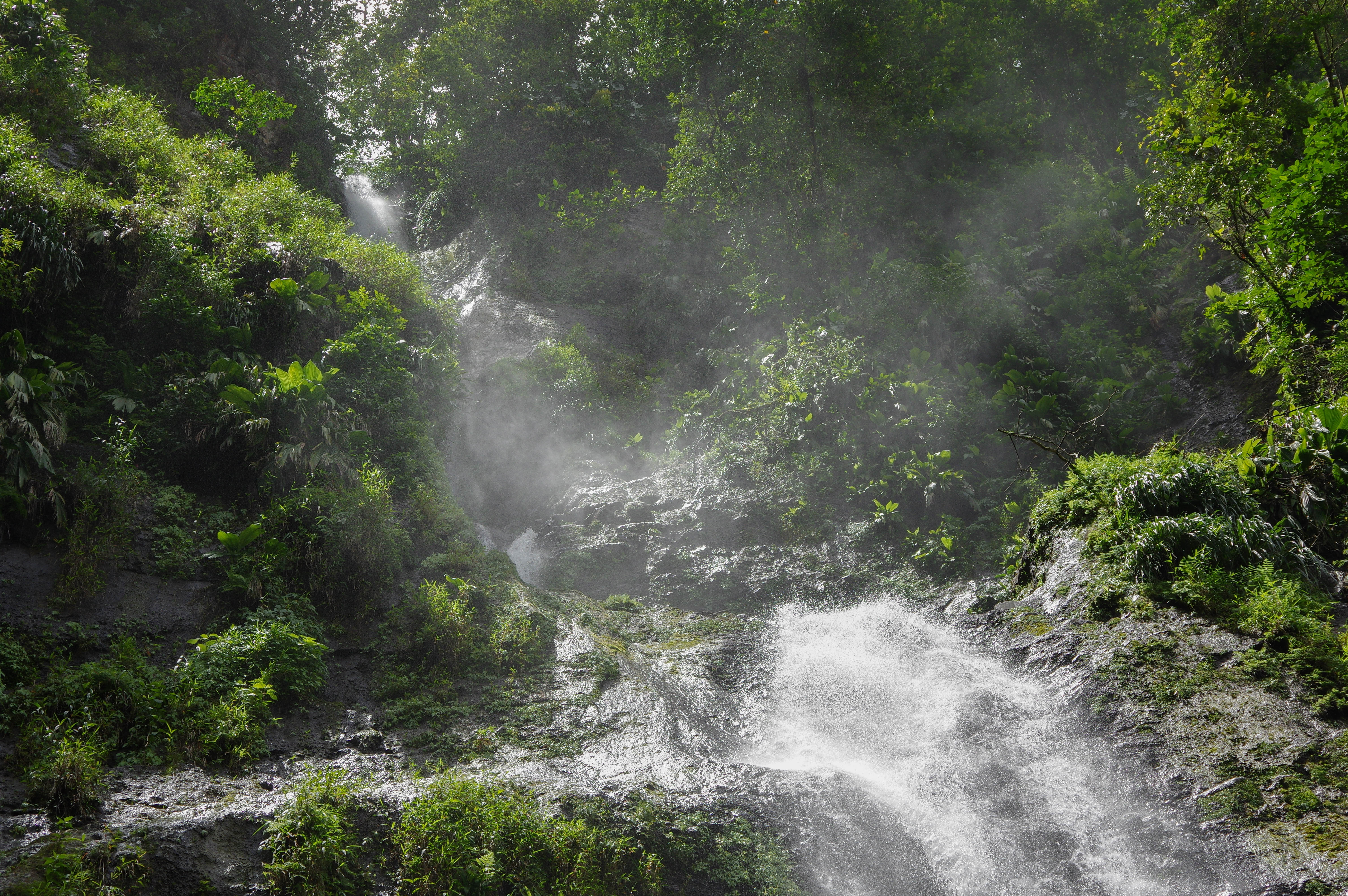
Saut secondaire
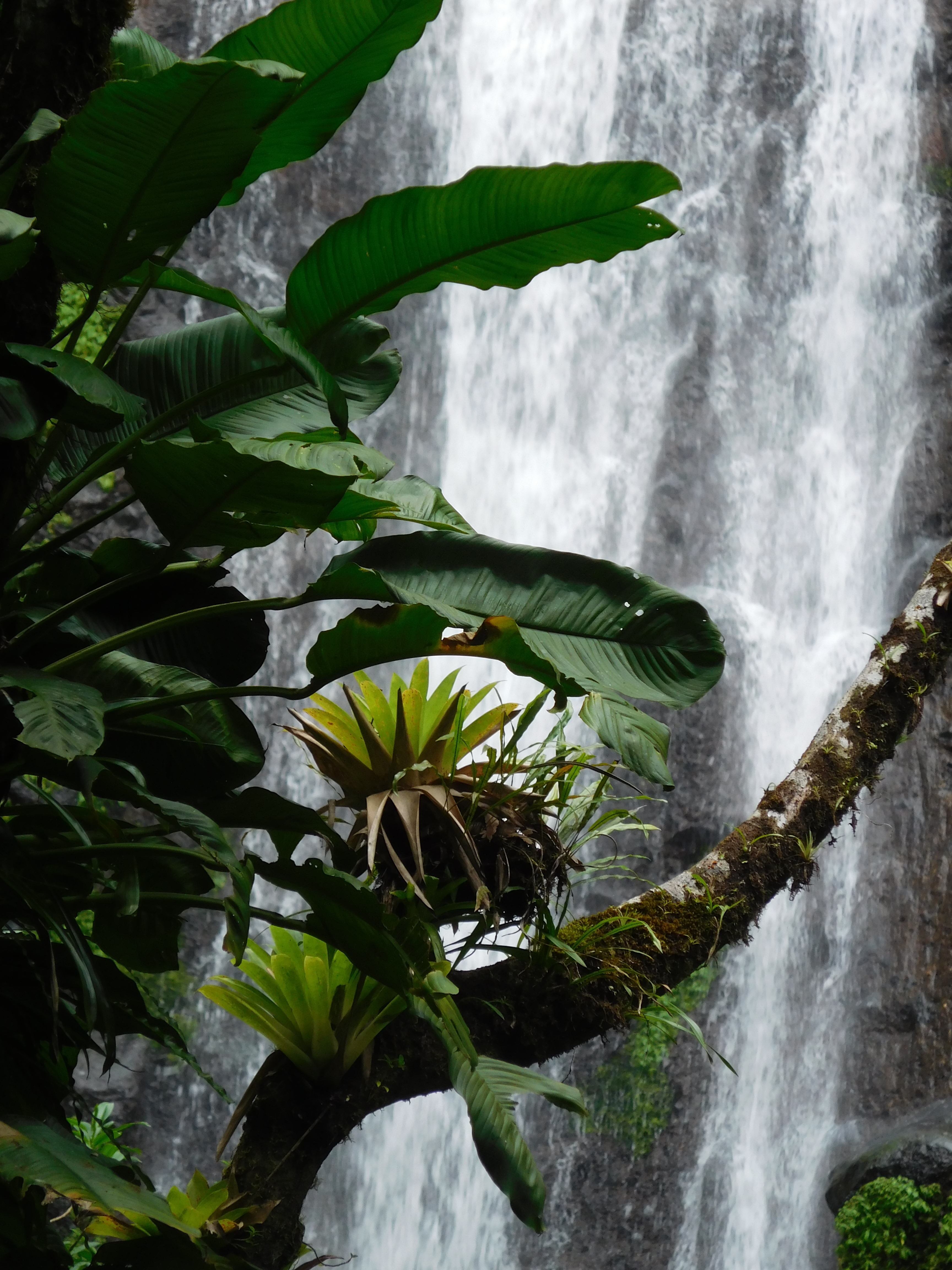
Biotope hygrophile

## Risques
Comme tous les bassins de rétention au pied des cascades et sauts de la Guadeloupe, les chutes Moreau sont fréquentées par quelques touristes qui peuvent se baigner dans une petite vasque. Cependant, le site est potentiellement sujet au risque de crue soudaine pouvant survenir après des orages tombés en amont pendant les saisons humides ainsi qu'au risque de noyade sous les remous et dans les tourbillons de la chute d'eau.

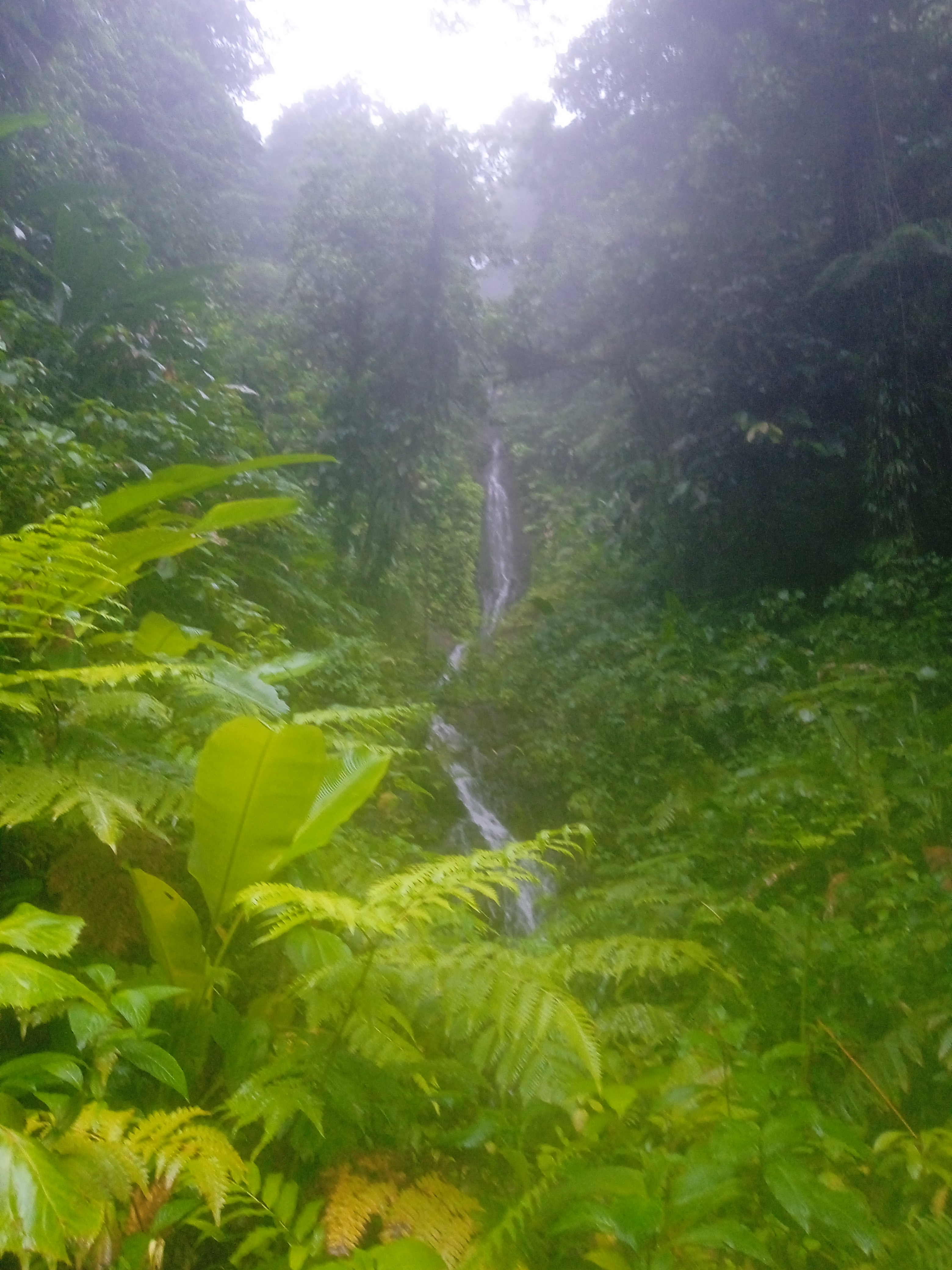
Cette première chute est celle d'une ravine sans nom sur la rive gauche de la ravine Mangle avant le saut principal.
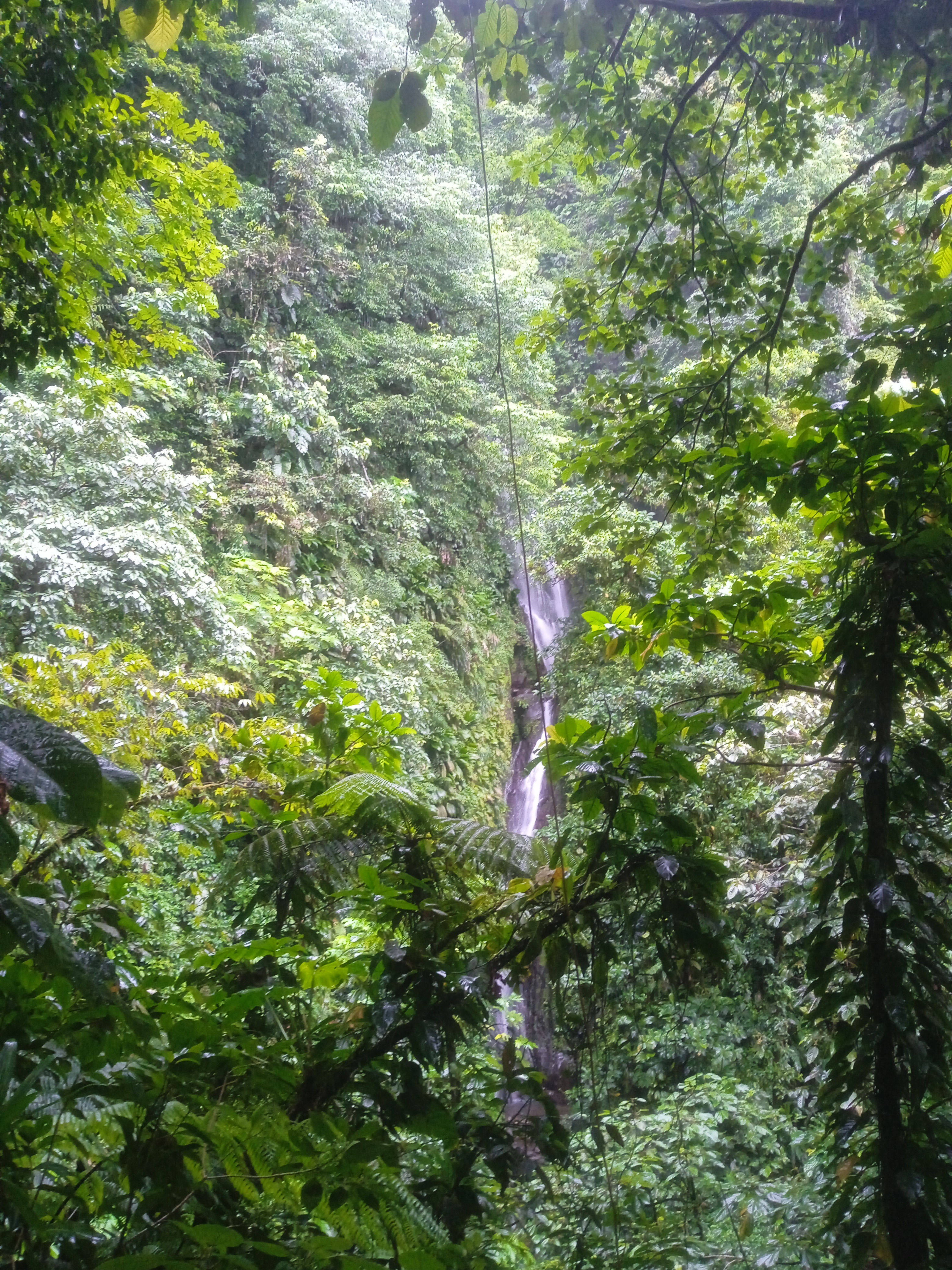
Autre chute, rive droite, quelques kilomètres avant la chute principale.
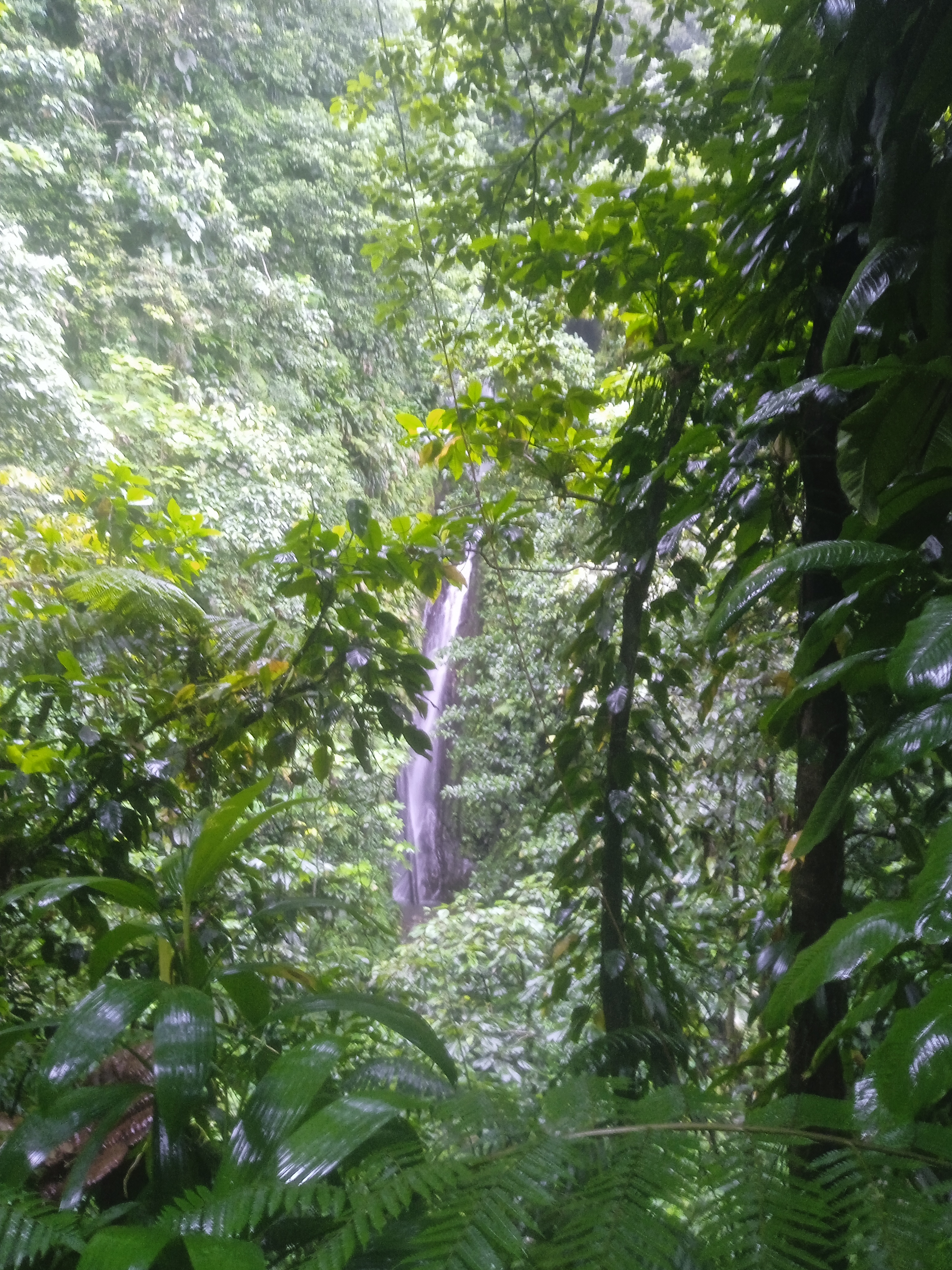
La même sous un angle différent.
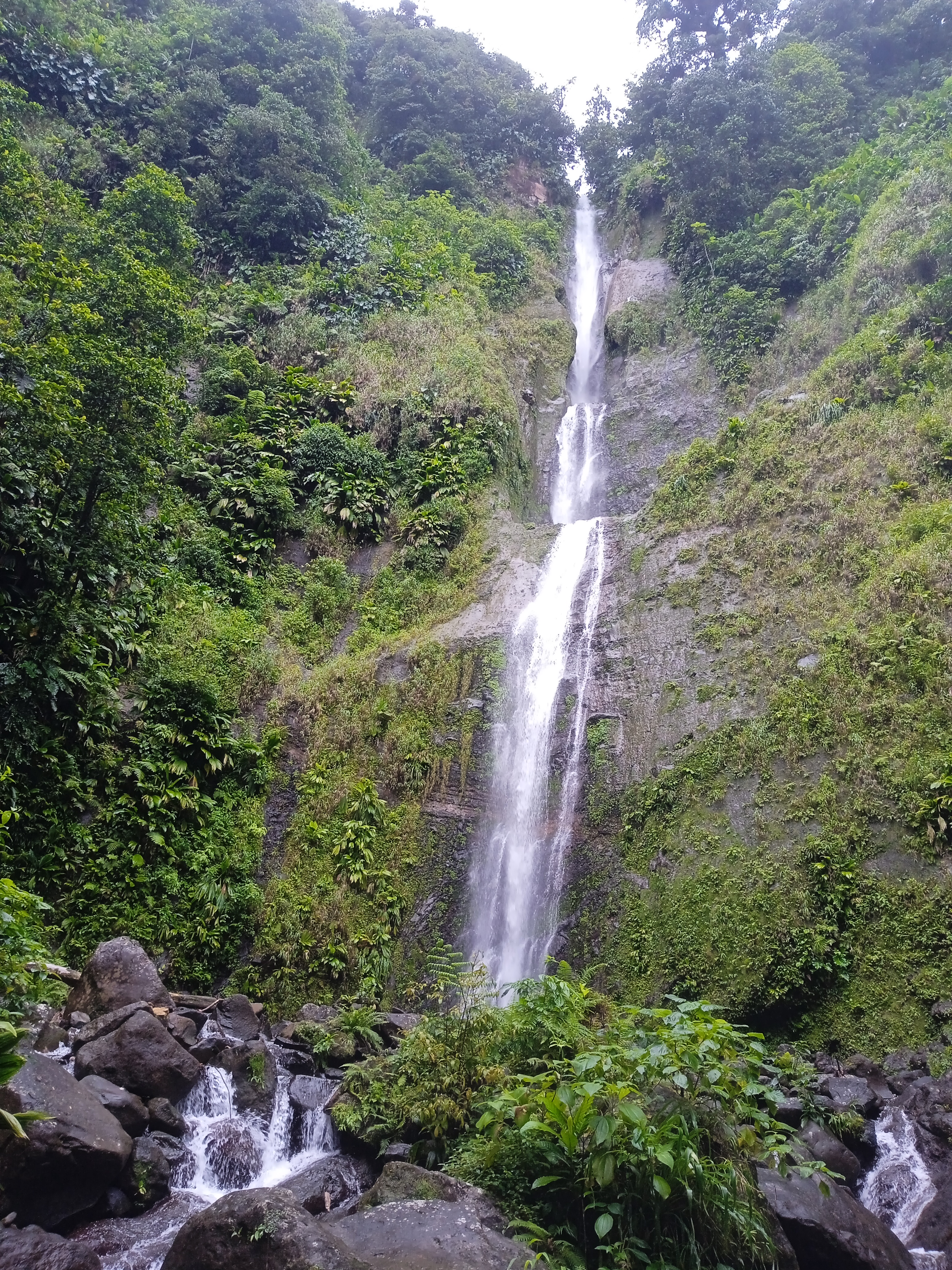
Vue intégrale de la chute Moreau.
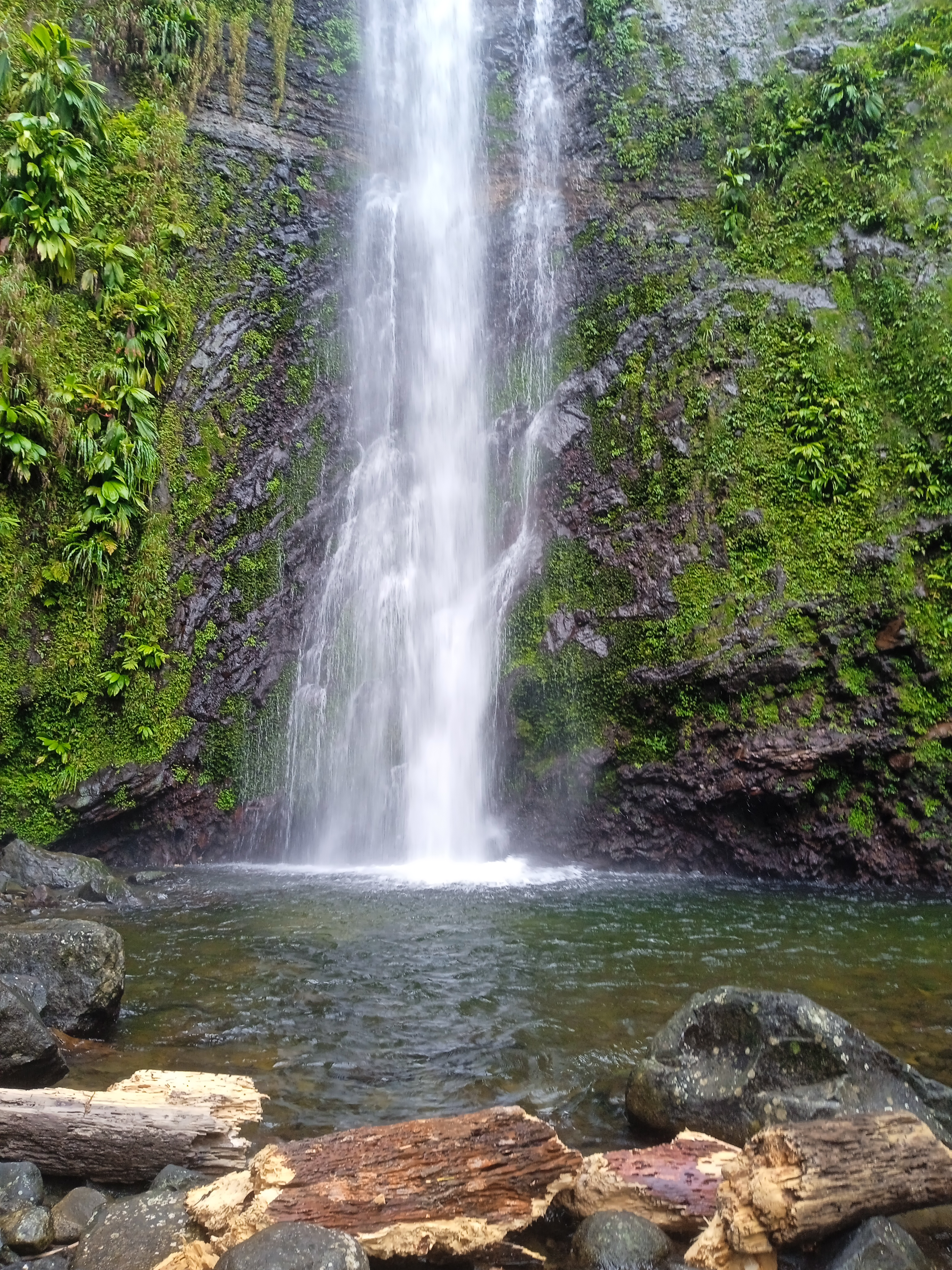
Pied de la chute Moreau.